# Opisthoplatus
Genre
Opisthoplatus est un genre d'opilions laniatores de la famille des Gonyleptidae.

## Distribution
Les espèces de ce genre se rencontrent en Argentine, en Uruguay et au Brésil.

## Liste des espèces
Selon World Catalogue of Opiliones (28/08/2021) :
- Opisthoplatus elegantulus (Mello-Leitão, 1939)
- Opisthoplatus prospicuus Holmberg, 1876
- Opisthoplatus vegetus (Canals, 1939)

## Publication originale
- Holmberg, 1878 : « Notas aracnologicas sobre los Solpugidos argentinos. » El Naturalista argentino, vol. 1, no 1, p. 69–74 (texte intégral).